# ديبرا سكارليت
جوانا ديبورا بوسينغر (بالنرويجية البوكمول: Debrah Scarlett)‏ (ولدت في 20 يوليو 1993) معروفة فنياً باسم ديبرا سكارليت، مغنية وكاتبة اغاني نرويجية سويسرية، مثلت النرويج في مسابقة الأغنية الأوروبية 2015 مع مورلاند مع أغنية «الوحش مثلي». تنافست على النسخة النرويجية من برنامج ذا فويس في عام 2013. 

## روابط خارجية
- ديبرا سكارليت على موقع IMDb (الإنجليزية)
- ديبرا سكارليت على موقع ميوزك برينز (الإنجليزية)
- ديبرا سكارليت على موقع ديسكوغز (الإنجليزية)